# Hans Kopfermann
Hans Kopfermann (Breckenheim, 26 de abril de 1895 – Heidelberg, 28 de janeiro de 1963) foi um físico experimental alemão.

## Vida e obra

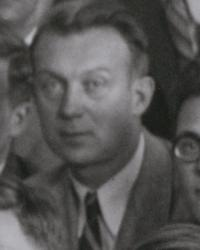
Hans Kopfermann (1937)

Filho do pastor Hans Kopfermann passou a infância e adolescência em Rheinland, começando a estudar física em 1913 na Universidade de Erlangen e na Universidade de Berlim, alistando-se livremente em 1914 como soldado na Primeira Guerra Mundial e foi pelo final da guerra oficial na frente ocidental. Após a guerra continuou seus estudos em Erlangen e Göttingen. Obteve um doutorado em 1923, orientado por James Franck e foi depois assistente de Rudolf Ladenburg no Kaiser-Wilhelm-Institut für physikalische Chemie und Elektrochemie em Berlin-Dahlem (o mais tarde Fritz-Haber-Institut der Max-Planck-Gesellschaft). Após a habilitação em 1932 passou um ano como pesquisador com Niels Bohr em Copenhague. Em 1933 foi Oberassistent de Gustav Hertz na Universidade Técnica de Berlim.
Em 1937 sucedeu Heinrich Rausch von Traubenberg (1880–1944) como professor ordinário na Universidade de Quiel. Em 1941 filiou-se ao Partido Nacional Socialista dos Trabalhadores Alemães (NSDAP), tornando-se decano da Faculdade de Filofia em Quiel.
Em 1942 foi para a Universidade de Göttingen, onde pesquisou no betatron.
Foi editor do Annalen der Physik.
Foi professor de, dentre outros, Hans Georg Dehmelt, Wolfgang Paul, Hans Ehrenberg, Gisbert zu Putlitz, Herbert Walther e Peter Brix.

## Obras
- Kernmomente, Leipzig 1940; 2. neubearb. Aufl.: Frankfurt 1956.
- Physics of Electron Shells, Fiat Review of German Science 1939-1946, Vol. 12, Klemm, Wiesbaden 1948, Petersburg (N.Y.) 1950.
- Physik der Elektronenhüllen, Verlag Chemie 1953
- Über Optisches Pumpen an Gasen, Springer 1960